# 1 Spadina Crescent

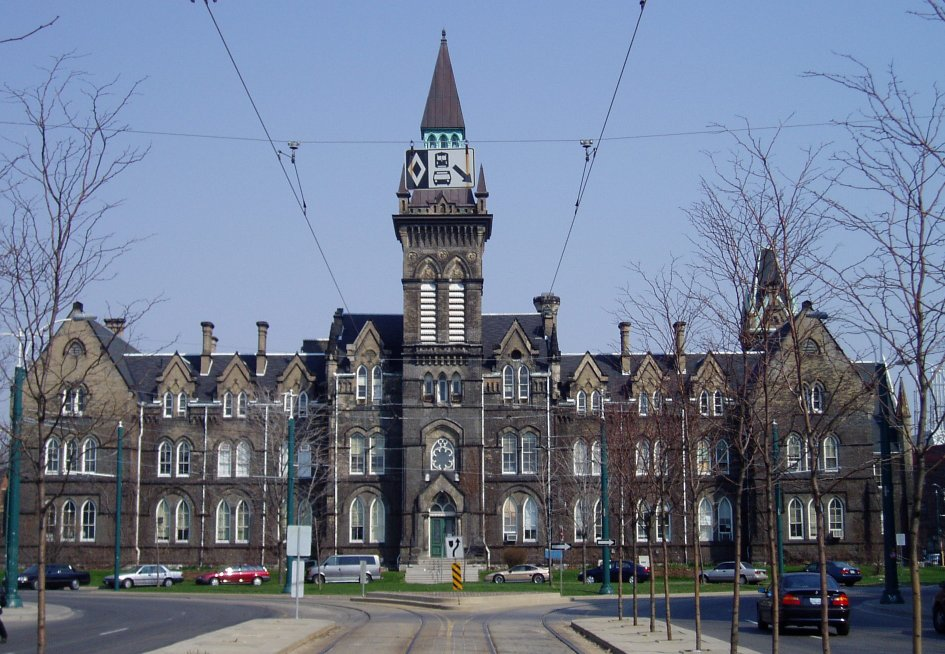
1 Spadina Crescent, à Toronto, au Canada.

Le 1 Spadina Crescent est un bâtiment de l'université de Toronto situé à Toronto, en Ontario, au Canada. Il est situé au centre du giratoire de Spadina Avenue, au nord de College Street. Érigé en 1875, ce bâtiment de style architectural néogothique est occupé par le département des beaux-arts de la faculté d'art et de science de l'Université de Toronto.
Le bâtiment hébergeait à l'origine le Knox College, un établissement universitaire de l'église presbytérienne du Canada.